# NGC 1977
NGC 1977 is een open sterrenhoop in het sterrenbeeld Orion. Het hemelobject werd op 18 januari 1786 ontdekt door de Duits-Britse astronoom William Herschel.
Het bevat meerdere emissienevels waaronder NGC 1973 en NGC 1975. NGC 1977 maakt deel uit van het Orioncomplex.

## Synoniemen
- OCL 525.1